# Zougouna
Zougouna est une localité située dans le département de Tangaye de la province du Yatenga dans la région Nord au Burkina Faso.

## Géographie
Proche de Bemh et de Nabaziniguima avec lesquels il forme un ensemble, Zougouna se trouve à 3 km au nord-est de Tangaye, le chef-lieu du département, et à 12 km à l'ouest du centre de Ouahigouya.

## Économie
En 2019, Grégoire Ouadraogo – un Français vivant à Grigny dans la métrople de Lyon, dont la famille est originaire du village burkinabè –, décide de créer à Zougouna une unité de production avicole de 5 000 poules pondeuses pour les œufs et les poulets d'élevage adaptant le modèle de son exploitation en France.

## Santé et éducation
Le centre de soins le plus proche de Zougouna est le centre de santé et de promotion sociale (CSPS) de Tangaye tandis que le centre hospitalier régional (CHR) se trouve à Ouahigouya.